# Rhombobythere
Rhombobythere is een geslacht van kreeftachtigen uit de klasse van de Ostracoda (mosselkreeftjes).

## Soorten
- Rhombobythere alata Schornikov, 1982
- Rhombobythere foveata Schornikov, 1982
- Rhombobythere intertexta Schornikov, 1982
- Rhombobythere mica Schornikov, 1982
- Rhombobythere obesa Schornikov, 1982
- Rhombobythere posttuberculata Schornikov, 1982
- Rhombobythere sulcata Schornikov, 1982
- Rhombobythere tuberculata Schornikov, 1982